# Always Know
Always Know ist ein Kompilationsalbum mit bis dato umveröffentlicher Musik von Thelonious Monk. Die Aufnahmen, die in den New Yorker Columbia-Studios und Liveauftritten des Pianisten vom 2. November 1962 bis 14. Februar 1968 entstanden waren, erschienen 1979 als Doppel-LP auf Columbia Records. Monk ist mit drei Klaviersoli zu hören, mit seinem regulären Arbeitsquartett, im Trio mit „Easy Street“ und Ausschnitten aus seinem Lincoln Center-Konzert mit einem Nonett.

## Hintergrund
Die Kompilation enthielt eine Reihe von Alternate Takes der Columbia-Studio-Sessions und 1979 noch unveröffentlichten Livemitschnitten aus der Zeit von 1962 bis 1968. Von den Studiosessions für das erste Columbia-Album Monk’s Dream (1962, mit Charlie Rouse, John Ore und Frankie Dunlop) stammten die Titel „Monk’s Dream (original)“ (vom 2. November 1962) und „Coming on the Hudson“ (6. November). „Criss Cross“ wurde beim Newport Jazz Festival am 4. Juli 1963 mitgeschnitten und war dann auf der 2002 erschienenen Edition At Newport 1963 & 1965 enthalten. „Bye-ya“, „Played Twice“ und „Light Blue“ waren zu dieser Zeit unveröffentlichter Titel aus dem Konzert Monks mit einer Bigband (Big Band and Quartet in Concert) am 30. Dezember 1963. „Epistrophy“ in Quartettbesetzung entstand (wie auch „Stuffy Turkey“) am 30. Januar 1964 bei den Aufnahmen für It’s Monk’s Time (1964), ebenso wie eine alternative Version von „Shuffle Boil“ (9. März 1964).
Der Konzertmitschnitt „Honeysuckle Rose (incomplete)“, mit Charlie Rouse, Larry Gales und Ben Riley stammte von einem Auftritt des Quartetts im Jazz Workshop, San Francisco am 3. November 1964; er erschien dann 1982 auf dem Livealbum Live at the Jazz Workshop. „Introspection“ und „Darn That Dream“ waren Alternate Takes der Solo Monk Session vom 2. März 1965; sie erschienen 1998 in der Kompilation Monk Alone: The Complete Columbia Solo Studio Recordings 1962-1968. Die Piano-Solo-Nummer „This Is My Story, This Is My Song“ entstand am 14. November 1966 bei den Aufnahmen zum Album Straight, No Chaser (1967). Es ist eine in den Vereinigten Staaten bekannte christliche Hymne, die Monk nur ein einziges Mal aufnahm. Der Text wurden 1873 von der blinden Hymnenautorin Fanny Crosby zu der Musik von Phoebe Knapp geschrieben. Den zeitlich letzten Titel, die Swingnummer „Easy Street“ spielte Monk in Triobesetzung mit Larry Gales und Ben Riley am 17. Februar 1968 bei den Aufnahmen für Underground ein, auf dem sich bei Erscheinen der LP 1968 eine auf 5:52 gekürzte Fassung des Titels befand.

## Titelliste
Thelonious Monk: Always Know (Columbia CBS 469185-2)
A1  This Is My Story, This Is My Song (Fanny Crosby, Phoebe Knapp) 1:40

A2  Criss Cross (Monk) 8:08

A3  Light Blue (Monk*´) 12:51
B1  Monk’s Dream (Monk) 5:15

B2  Played Twice (Monk) 7:33

B3  Darn That Dream (Eddie DeLange, Jimmy Van Heusen) 3:39

B4  Epistrophy (Clarke, Monk) 5:05
C1  Coming on the Hudson (Monk) 7:33

C2  Bye-Ya (Monk) 11:00

C3  Introspection (Monk) 2:15
D1  Easy Street (Alan Rankin Jones) 7:49

D2  Shuffle Boil (Monk) 5:26

D3  Honeysuckle Rose (Andy Razaf, Fats Waller) 10:00

## Rezeption
Scott Yanow vergab an das Album in Allmusic vier (von fünf) Sterne und fand, dass die Platte insbesondere den Fans Monks empfohlen sei, da es eine Vielzahl von unveröffentlichtem Material aus der sechsjährigen Zeit des Pianisten und Komponisten mit Columbia enthalte. Die Musik auf diesem Two-Fer sei „auf dem gleichen konstant hohen Niveau wie seine Columbia-Aufnahmen der 1960er Jahre“ und enthalte „einige überraschende Momente.“